# 43. pehotni polk (Avstro-Ogrska)
Za druge 43. polke glejte 43. polk.
43. pehotni polk je bil pehotni polk avstro-ogrske skupne vojske.

## Zgodovina
Polk je bil ustanovljen leta 1814. 

### Prva svetovna vojna
Polkovna narodnostna sestava leta 1914 je bila: 78% Romunov, 20% Madžarov in 2% drugih. Naborni okraj polka je bil v Caransebeșu, pri čemer so bile polkovne enote garnizirane sledeče: Bela Crkva (štab, I., III. in IV. bataljon) in Caransebeș (II. bataljon).
Med prvo svetovno vojno se je polk bojeval tudi na soški fronti, med drugim tudi med tretjo soško fronto.
V sklopu t. i. Conradovih reform leta 1918 (od junija naprej) je bilo znižano število polkovnih bataljonov na 3.

## Organizacija
1918 (po reformi)
- 1. bataljon
- 2. bataljon
- 3. bataljon

## Poveljniki polka
- 1859: Carl Manger von Kirchsberg[9]
- 1865: Alexander Pfaffenberg[10]
- 1879: Vinzenc Krafft[11]
- 1908: Gustav Goglia[12]
- 1914: Ludwig Schlichting[1]